# France Furlani
France Furlani, slovenski poštni uradnik in politik, * 12. marec 1850, Prvačina, † 12. oktober 1920, Prvačina.

## Življenje in delo
Rodil se je v družini Jožefa in Jožefe Furlani rojene Rejc. Postal je poštni uradnik.  V 90-tih letih 19. stoletja in prvih letih 20. stoletja je kot višji avstro-ogrski poštni uradnik služboval v Istanbulu. Okoli leta 1905 se je kot upokojenec vrnil v domače. Postal je župan v Prvačini in bil na listi narodnonapredne stranke 27. julija 1913 v kmečki kuriji sodnih okrajev Ajdovščina, Gorica in Kanal izvoljen v    
goriški deželni zbor. Bil je član izvršnega odbora narodnonapredne stranke na Goriškem. Imel je korespondenčne stike s Henrikom Tumo in hrvaškim teologom, politikom in publicistom Vjekoslavom Spinčićem. Družina, v kateri so se rodili štirje otroci, se je po njegovi smrti preselila v Švico.